# Дюшаук, Изольда
Изо́льда Дюша́ук (нем. Isolda Dychauk; род. 4 февраля 1993, Сургут) — немецкая актриса русского происхождения.

## Карьера
Изольда Дюшаук (бывшая Дьячук) родилась в 1993 году в Сургуте в русской семье. Её мама преподавала фортепиано в государственной музыкальной школе. Девочка с четырёх лет начала заниматься балетом, а в девятилетнем возрасте, в 2002 году, она переехала с матерью в Берлин, где научилась без акцента говорить по-немецки. Через год Изольду приняли в берлинскую театральную школу Next Generation («Новое поколение»). Её кинодебют состоялся в 2004 году в короткометражном фильме режиссёра Аники Вангард (нем. Anika Wangard) «Дайте мне вашу обувь» («Gimmе your shoes»). В конце октября 2009 года этот фильм был отмечен на венском кинофестивале Viennale в номинации «Избранные работы Немецкой киноакадемии и телевизионной академии Берлина». В связи с профессиональной необходимостью актриса продолжила занятия балетом, начатые ещё на Родине.
В 2007 году вышла семейная драма «Тайна моей сестры», где актриса сыграла роль полусироты Лизы. В этом же году Изольде была предложена роль Паулы в телефильме «Ничто не забыто» («Nichts ist vergessen»).
Её партнёрша по фильму Наоми Славински (нем. Noemi Slawinski) встретилась с молодой исполнительницей на съёмочной площадки фильма «Наша ферма в Ирландии» («Unsere Farm in Irland»), где также снимались Даниэль Моргенрот (нем. Daniel Morgenroth) и Ева Хаберманн (нем. Eva Habermann). В следующем году вышли сериалы с участием Изольды Дьячук: «Телефон полиции — 110» («Polizeiruf 110»), «Место преступления» («Tatort») и «Старик» («Der Alte»).
В 2008 году Изольда снялась в первой кинороли — Бианки в юношеской драме «Мой друг из Фару» («Mein Freund aus Faro»). Этот фильм был отмечен Премией Макса Офюльса за лучший сценарий.
В 2010 году она сыграла роль Маргариты в фильме «Фауст» российского кинорежиссёра Александра Сокурова.
С октября 2010 по май 2011 в Праге на чешской киностудии «Баррандов» снимался сериал «Борджиа». Режиссёр первой части Оливер Хиршбигель (нем. Oliver Hirschbiegel). В 12-серийном фильме Изольда играет роль Лукреции Борджиа, чей отец Родриго Борджиа позже стал Папой Римским Александром VI. В Германии этот сериал демонстрировался во второй половине октября 2011 года поздно вечером по каналу ORF, а также по каналу ZDF в прайм-тайм.
Рост Изольды Дюшаук — 1,62 метра, цвет глаз — голубой, цвет волос — рыжий. Актриса живёт в Берлине и училась в местной гимназии.

## Фильмография
- 2004 — «Дайте мне вашу обувь» («Gimmе your shoes») (короткометражка)
- 2007 — «Тайна моей сестры» («Das Geheimnis meiner Schwester»)
- 2007 — «Ничто не забыто» («Nichts ist vergessen»)
- 2007 — Сериал «Телефон полиции — 110» («Polizeiruf 110», серия «Опасное доверие» («Gefährliches Vertrauen»))
- 2007—2010 — «Наша ферма в Ирландии» («Unsere Farm in Irland»), пять серий
- 2008 — «Мой друг из Фару» («Mein Freund aus Faro»)
- 2008 — Сериал «Место преступления» («Tatort», серия «Боровский и девушка в Мооре» («Borowski und das Mädchen im Moor»))
- 2008 — «Всё, что верно» («Alles was recht ist»)
- 2008 — «Поздняя месть» («Späte Rache» — Eine Familie wehrt sich)
- 2008 — Сериал «Инспектор Кресс» («Der Alte», серия «Забыть смерть» («Tot und vergessen»))
- 2008 — «Тихая почта» («Stille Post»)
- 2009 — «30 дней страха» («30 Tage Angst»)
- 2009 — Сериал «KRIMI.DE» (серия «Filmriss»)
- 2010 — Сериал «Место преступления» («Tatort», серия «Холодное сердце» (Kaltes Herz))
- 2010 — «Фауст» («Faust»)
- 2010 — Сериал «Инспектор Кресс» («Der Alte», серия «Безнадёжный» («Der Rettungslos»))
- 2011 — Сериал «Место преступления» («Tatort», серия «Тихий гнев» («Leiser Zorn»))
- 2011 — «Участок большого города» («Großstadtrevier», серия «Большие ожидания» («Große Erwartungen»))
- 2011—2014 — Сериал «Борджиа» («Borgia»)
- 2012 — «Данни Ловински» («Danni Lowinski»)
- 2012 — «Год после завтра» («Ein Jahr nach morgen»)
- 2012 — «Капсула» («The Capsule») (короткометражка)
- 2012 — Сериал «Инспектор Кресс» («Der Alte», серия «Королевские дети» («Königskinder»))
- 2012 — Сериал «Флемминг» («Flemming», серия «Игра лисиц» («Das Spiel der Füchse»))
- 2013 — «Добрый день» («Guten Tag») (короткометражка)
- 2013 — «Славные ублюдки» («Les salauds»)
- 2015 — Сериал «SOKO Köln» (серия «Счёт Смерти» («Partitur des Todes»))
- 2015 — Сериал «SOKO Leipzig" – "Двойное убийство" ("Doppelmord")
- 2015 — «Седьмой час» ("Die 7.Stunde")
- 2016 — «Борис без Беатрисы» ("Boris sans Béatrice")
- 2016 — Сериал «Сильная команда», серия «Смертельная весть» ("Ein starkes Team", Fernsehserie, Folge 1x66 Tödliche Botschaft)
- 2018 — Сериал «Берлинская резидентура» («Berlin Station», 3-й сезон)
- 2020 — «Книга видения» ("Book of Vision")